# Berthold Albrecht

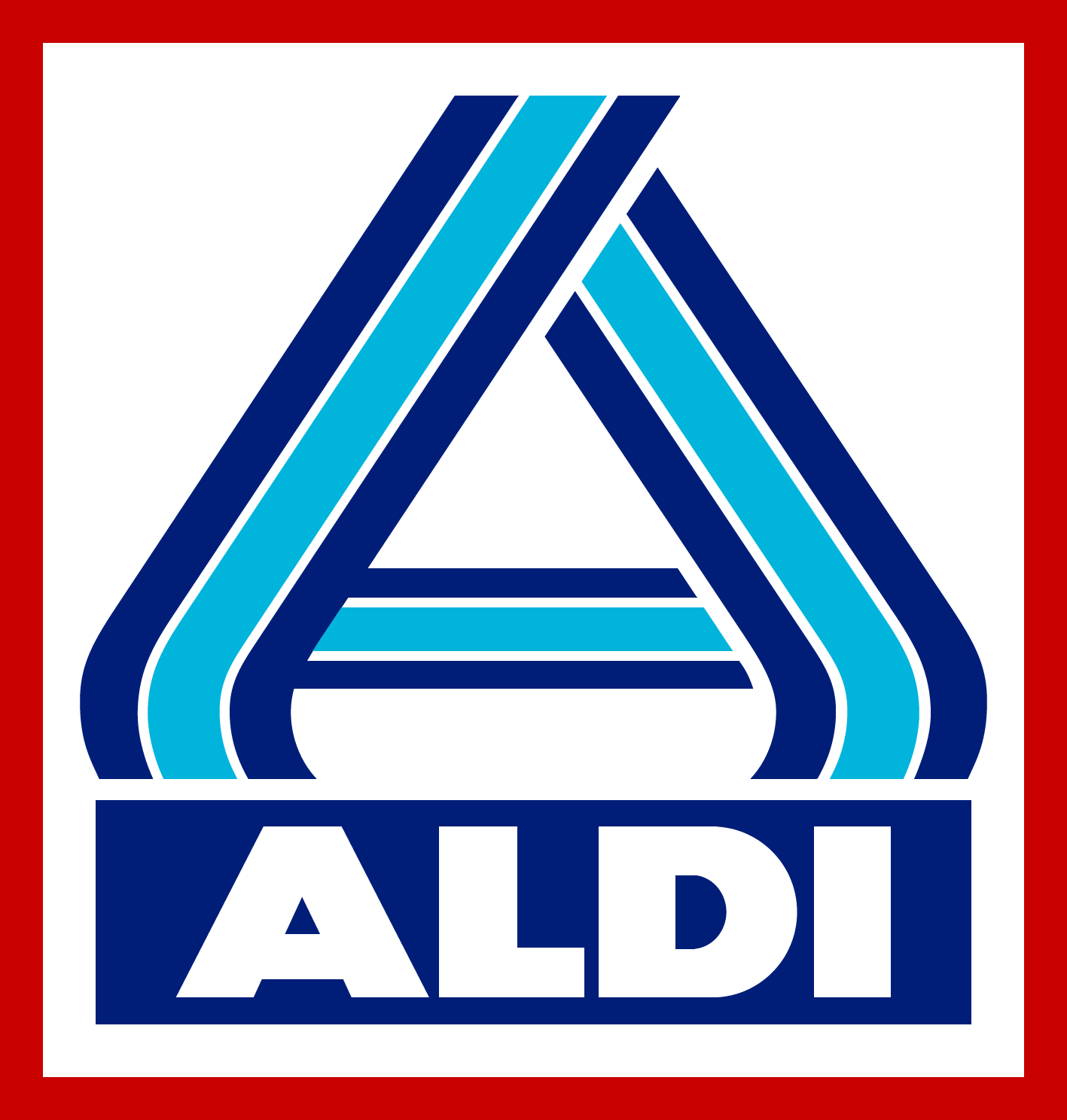
Logo von ALDI Nord

Logo von Trader Joe’s

Berthold Albrecht (* 14. August 1954 in Essen; † 21. November 2012 in Chur) war ein deutscher Manager und Miteigentümer der Unternehmen Aldi Nord und Trader Joe’s.

## Leben
Berthold Albrecht war einer von zwei Söhnen des Aldi-Nord-Gründers Theo Albrecht. Er stand als Vorsitzender der nicht auflösbaren Markus-Stiftung vor, die das Gesamtvermögen von Aldi-Nord verantwortet. Dort kümmerte er sich vorwiegend um die US-amerikanische Lebensmittel-Einzelhandelskette Trader Joe’s, die seit 1979 Teil des Aldi-Nord-Konzerns ist. Darüber hinaus gehörte ihm die Weba-Holding GmbH. Laut Nachruf der Zeitschrift Der Spiegel spielte er sonst kaum eine Rolle im Unternehmen. Er soll hauptsächlich seinem Hobby Oldtimer-Rallyes nachgegangen sein.
Berthold Albrecht zählte zu den reichsten Deutschen. In der Forbes-Liste des Jahres 2012 lag er zusammen mit seinem Bruder Theo Albrecht junior, dem die Hutha Holding GmbH gehört, auf Platz zwei mit einem geschätzten Gesamtvermögen von 17,8 Mrd. US-$, hinter ihrem Onkel Karl Albrecht.
Mit seiner Ehefrau Babette, geb. Schönbohm, wurde Albrecht Vater von fünf Kindern, darunter 1990 geborene Vierlinge. Er starb am 21. November 2012 im Alter von 58 Jahren an den Folgen einer Krebserkrankung. Seitdem erhalten Babette Albrecht und die Kinder von der Jakobus-Stiftung eine jährliche Auszahlung von 25 Millionen Euro.